# Nižný Mirošov
Nižný Mirošov (rusiń. Нижній Мирошів, Nyżnij Myrosziw; ukr. Нижній Мірошів, Nyżnij Mirosziw) – wieś (obec) na Słowacji w kraju preszowskim, powiecie Svidník.
Nižný Mirošov położony jest w historycznym kraju Szarysz na szlaku handlowym z Węgier do Polski. Pierwsze wzmianki o wsi pochodzą z roku 1567.